# John J. Gilligan
John Joyce "Jack" Gilligan, född 22 mars 1921 i Cincinnati, Ohio, död 26 augusti 2013 i Cincinnati, Ohio, var en amerikansk demokratisk politiker. Han representerade Ohios första distrikt i USA:s representanthus 1965-1967. Han var den 62:e guvernören i Ohio 1971-1975.
Gilligan deltog i andra världskriget i USA:s flotta. Han dekorerades för tapperhet i fält. Han studerade vid University of Notre Dame och University of Cincinnati. Han undervisade i litteraturvetenskap vid Xavier University 1948-1953.
Gilligan besegrade sittande kongressledamoten Carl West Rich i kongressvalet 1964. Han kandiderade 1966 till omval men förlorade mot Robert Tafts son Robert Taft Jr. Gilligan besegrade sedan republikanen Roger Cloud i guvernörsvalet 1970. Han kandiderade 1974 till omval men förlorade mot tidigare guvernören Jim Rhodes. Gilligan var chef för United States Agency for International Development 1977-1979. Han undervisade vid University of Notre Dame 1986-1992.
Gilligans dotter Kathleen Sebelius är USA:s hälsominister sedan april 2009.